# Élection présidentielle américaine à Hawaï

Carte des États-Unis avec l'État d'Hawaï en rouge.

Depuis son admission dans l'Union en août 1959, l'État d'Hawaï a participé à seize élections présidentielles des États-Unis. Dès l'origine, il est considéré comme un État bleu, un bastion pour le Parti démocrate, le candidat de ce dernier ayant toujours remporté le scrutin de 1972 et 1984.

## Historiques

### Partis
- (D) : Parti démocrate
- (R) : Parti républicain
- (AI) : Parti Indépendant Américain
- (G) : Parti vert
- (LI) : Parti libertarien
- (RE) : Parti de la réforme

### Résultats
en gras : le vainqueur de l'élection au niveau national
| Année | Vainqueur | Vainqueur             | Vainqueur | Vainqueur | Opposant | Opposant              | Opposant | Opposant | Autres candidats | Autres candidats         | Autres candidats | Autres candidats | GÉ | Ref.          |
| Année | Candidat  | Candidat              | Votes     | %         | Candidat | Candidat              | Votes    | %        | Candidat         | Candidat                 | Votes            | %                | GÉ | Ref.          |
| ----- | --------- | --------------------- | --------- | --------- | -------- | --------------------- | -------- | -------- | ---------------- | ------------------------ | ---------------- | ---------------- | -- | ------------- |
| 1960  |           | John F. Kennedy (D)   | 92,410    | 50,03 %   |          | Richard Nixon (R)     | 92,295   | 49,97 %  | -                | -                        | -                | -                | 3  | ,             |
| 1964  |           | Lyndon B. Johnson (D) | 163,249   | 78,76 %   |          | Barry Goldwater (R)   | 44,022   | 21,24 %  | -                | -                        | -                | -                | 4  | ,             |
| 1968  |           | Hubert Humphrey (D)   | 141,324   | 59,83 %   |          | Richard Nixon (R)     | 91,425   | 38,70 %  |                  | George Wallace (AI)      | 3,469            | 1,47 %           | 4  | ,             |
| 1972  |           | Richard Nixon (R)     | 168,865   | 62,48 %   |          | George McGovern (D)   | 101,409  | 37,52 %  | -                | -                        | -                | -                | 4  | ,             |
| 1976  |           | Jimmy Carter (D)      | 147,375   | 50,59 %   |          | Gerald Ford (R)       | 140,003  | 48,06 %  |                  | Roger MacBride (en) (LI) | 3,923            | 1,35 %           | 4  | ,             |
| 1980  |           | Jimmy Carter (D)      | 135,879   | 44,80 %   |          | Ronald Reagan (R)     | 130,112  | 42,90 %  |                  | John B. Anderson (I)     | 32,021           | 10,56 %          | 4  | ,             |
| 1984  |           | Ronald Reagan (R)     | 185,050   | 55,10 %   |          | Walter Mondale (D)    | 147,154  | 43,82 %  |                  | David Bergland (en) (LI) | 2,167            | 0,65 %           | 4  | ,             |
| 1988  |           | Michael Dukakis (D)   | 192,364   | 54,27 %   |          | George H. W. Bush (R) | 158,625  | 44,75 %  |                  | Ron Paul (LI)            | 1,999            | 0,56 %           | 4  | ,             |
| 1992  |           | Bill Clinton (D)      | 179,310   | 48,09 %   |          | George H. W. Bush (R) | 136,822  | 36,70 %  |                  | Ross Perot (I)           | 53,003           | 14,22 %          | 4  | [ 25 ] [ 26 ] |
| 1996  |           | Bill Clinton (D)      | 205,012   | 56,93 %   |          | Bob Dole (R)          | 113,943  | 31,64 %  |                  | Ross Perot (RE)          | 27,358           | 7,60 %           | 4  | [ 27 ] [ 28 ] |
| 2000  |           | Al Gore (D)           | 205,286   | 55,79 %   |          | George W. Bush (R)    | 137,845  | 37,46 %  |                  | Ralph Nader (G)          | 21,623           | 5,88 %           | 4  | [ 29 ] [ 30 ] |
| 2004  |           | John Kerry (D)        | 231,708   | 54,01 %   |          | George W. Bush (R)    | 194,191  | 45,26 %  |                  | David Cobb (G)           | 1,737            | 0,40 %           | 4  | [ 31 ] [ 32 ] |
| 2008  |           | Barack Obama (D)      | 325,871   | 71,85 %   |          | John McCain (R)       | 120,566  | 26,58 %  |                  | Ralph Nader (I)          | 3,825            | 0,84 %           | 4  | [ 33 ] [ 34 ] |
| 2012  |           | Barack Obama (D)      | 306,658   | 70,55 %   |          | Mitt Romney (R)       | 121,015  | 27,84 %  |                  | Gary Johnson (LI)        | 3,840            | 0,88 %           | 4  | [ 35 ]        |
| 2016  |           | Hillary Clinton (D)   | 266,891   | 62,22 %   |          | Donald Trump (R)      | 128,847  | 30,04 %  |                  | Gary Johnson (LI)        | 15,954           | 3,72 %           | 4  | [ 37 ]        |
| 2020  |           | Joe Biden (D)         | 366,130   | 63,73 %   |          | Donald Trump (R)      | 196,864  | 34,27 %  |                  | Jo Jorgensen (LI)        | 5,539            | 0,96 %           | 4  | [ 38 ]        |